# Kanton Limoges-Puy-las-Rodas
Kanton Limoges-Puy-las-Rodas is een voormalig kanton van het Franse departement Haute-Vienne. Kanton Limoges-Puy-las-Rodas maakte deel uit van het arrondissement Limoges. Het werd opgeheven bij decreet van 20 februari 2014, met uitwerking op 22 maart 2015.

## Gemeenten
Het kanton Limoges-Puy-las-Rodas omvatte enkel een deel van de gemeente Limoges.